# آدم‌ربایی سرخپوستان
آدم‌ربایی سرخپوستان (انگلیسی: Kidnapping by Indians) فیلمی بریتانیایی در ژانر صامت و وسترن، ساخت کمپانی میشل و کنیون است که در سال ۱۸۹۹ منتشر شد. این فیلم نخستین فیلم وسترن در تاریخ سینما است. مدت فیلم یک دقیقه است.